# Model de preservació OAIS
El model de preservació Open Archival Information System (OAIS) té una doble finalitat: la preservació i l’accés a llarg termini de la informació en format digital, obviant els possibles canvis tecnològics. OAIS és un model de referència que defineix les metadades “dades referents a les dades”, i la descripció de la conservació com “la informació que és necessària per l’adequada conservació de la informació sobre la procedència, referència, autenticitat i context” (Consultative Comunittee for Space Data Systems).
OAIS és un arxiu que consisteix en una organització de persones i sistemes que ha acceptat la responsabilitat de preservar la informació i posar-la a disposició d'una comunitat determinada. El terme “obert” d’OAIS és usat per a donar a entendre que el seu model de referència i normes estan desenvolupades en fòrums oberts però no implica que l’accés a l’arxiu sigui sense restriccions. AHDS Digital Preservation Glossary.

## Definicions
La Preservació digital tracta de l’aplicació de tècniques i mètodes que permeten garantir que la informació emmagatzemada digitalment en qualsevol tipus de format, programa, maquinari o sistema, continuïn sent accessibles en el futur. Amb l'explosió de les tecnologies de la informació i la comunicació cada vegada existeixen més documents nascuts digitals, sovint efímers, i digitalitzacions de documents fetes per les institucions que han de ser preservades mantenint la seva integritat, fiabilitat, llegibilitat i funcionalitat.
D’acord amb la Cornell University Library la preservació digital té com a objectiu “mantenir la capacitat de visualitzar, recuperar i utilitzar col·leccions digitals enfront de les infraestructures i d’elements tecnològics i d’organitzacions que canvien amb molta rapidesa”. D’aquesta definició en podem senyalar dues idees fonamentals, per un costat la necessitat de prestar atenció als elements tecnològics associats a la informació digital, i per l’altre la rapidesa en què es produeixen els canvis en aquest entorn.
En OAIS, “informació” es defineix com “qualsevol classe de coneixement que pot ser intercanviat” i “és sempre expressada per algun tipus de dades” (Ccsds 650.0-M-2). La informació pot existir de dues maneres: com un objecte físic en paper o com un objecte digital. En els dos casos s’anomena "data object" i pot ser el mateix material que s’ha de preservar, o les metadades que té associades. L’objecte de les dades ha de ser interpretat usant la informació sobre la seva representació (representation information), el que produeix un objecte d’informació (information object).
Un “paquet d’informació” (information package) és un contenidor conceptual format per dos components: la informació sobre el contingut (content information) i la informació sobre la preservació (preservation description information, PDI). El paquet d’informació té tres variants: paquet d’informació d’enviament, d’arxiu i de difusió.
“Arxiu”, es refereix a “una gran varietat de sistemes d’emmagatzemament i preservació” preserven el contingut i l’autenticitat de la informació, fent accessible a la comunitat els registres i gestionant la seva propietat, i aplicant criteris d’adaptació de la informació –que han d’incloure, entre d'altres, la matèria tractada, font, originalitat, tècniques utilitzades, format, etc.- s’han de tenir en compte diversos aspectes, com les implicacions dels drets d'autor (copyright) i de la propietat intel·lectual, així com la capacitat per modificar la representació de la informació o els acords amb organitzacions externes. L’objecte de preservació és la informació, que ha de ser entesa de forma independent de la comunitat que l’ha produïda. S’ha de considerar de diferents maneres la possessió física del contingut informatiu d’un document i els dret de propietat intel·lectual d’aquesta informació.
“Objecte digital" “si en el context del material imprès, la preservació és bàsicament un problema de supervivència de l’objecte físic en què s’identifica un problema i com a conseqüència d’aquest es desenvolupen les estratègies de preservació. En el context digital, la preservació és un procés continu, a curt termini i exigeix una inversió contant”.

## Marc teòric del model OAIS
El model OAIS impulsat inicialment per la NASA, va ser publicat com una recomanació del CCSDS (Consultative Committee for Space Data Systems) i com a norma ISO 14721:2003, focalitza la seva activitat en la preservació a llarg termini de la informació científica en format digital, com a garantia que serà accessible en el futur. Aquest doble propòsit, conservació i accés, parteix del fet que la informació sobreviu al seu suport i per això cal avançar-se a l’obsolescència de la tecnologia
El model de referència OAIS el va desenvolupar el CCSDS (2002), un organisme internacional format per les principals agències espacials del món, a proposta de la International Organization for Standardization for an open archival information system, i el seu propòsit inicial era gestionar la informació aeroespacial, convertint-se més endavant en estàndard per a l’arxiu i accés a la informació en general. Actualment és utilitzat per la majoria de les grans institucions dedicades a la preservació de material digital a llarg termini. El 2012 el mateix comitè consultiu que va elaborar el model OAIS va publicar una nova versió què conté pràctiques recomanades, el Magenta book.
| «             | Un OAIS és un arxiu, que consisteix en una organització de persones i sistemes, que ha acceptat la responsabilitat de preservar la informació i posar-la a disposició d'una comunitat determinada | » |
| — CCSDS, 2002 | |   |

OAIS consisteix en un model lògic que encabeix totes les funcions de un repositori digital, recomanant la forma en què els objectes digitals han de ser preparats, enviats a un arxiu, emmagatzemats durant llargs períodes, conservats i recuperats. El contingut de la informació està estretament lligada al format i de la representació del coneixement, juntament amb els inconvenients de la preservació dels equips i dels programes necessaris per accedir a les dades, que han de ser també conservats
Aquest model l'estan adoptant diferents institucions que tenen la missió explícita de preservar la informació de qualsevol tipus. A més del cas de l’adaptació feta per les biblioteques, especialment les d’aquells països que han participat en la seva elaboració, com la Biblioteca del Congrés dels Estats Units, la Biblioteca Britànica, la Biblioteca Nacional Alemanya o la Biblioteca Nacional de Nova Zelanda, que va ser la primera a implantar-lo, el model OAIS també ha estat adoptat en altres àmbits a escala internacional.
Si el motiu per a l'elaboració d’aquest model va ser la definició –en línies generals- dels requeriments per a la preservació de recursos digitals a llarg termini, el primer que es va fer va ser normalitzar la terminologia relacionada amb l'entorn, els components funcionals i els “objectes d’informació” (information objects) que calia preservar. La definició d’elements i conceptes bàsics afavoreix la interoperabilitat en el futur entre centres dedicats a la preservació digital. En paraules del consultor britànic OAIS permet que “els usuaris sàpiguen que ‘són a la mateixa pàgina’: és a dir, que parlin de la mateixa cosa.” 
El model OAIS no ofereix un disseny específic d’arquitectura, sinó que serveix com a “full de ruta” que facilita la comunicació entre institucions, mitjançant la normalització terminològica i conceptual, per reduir la possibilitat de malentesos. GLADNEY segueix la seva descripció així: la norma “conté pistes implícites sobre una possible arquitectura, però no són suficients per a jutjar si les implantacions són les adequades”. La norma OAIS ofereix un esbós d’un dipòsit digital i introdueix la terminologia bàsica per a referir-s’hi. Però les definicions disten molt d’oferir un disseny concret per a desenvolupar un producte operatiu.
En aquest sentit, el model de referència Open Archival Information System (OAIS), es pot considerar com un punt de partida per qualsevol institució que vulgui implantar un sistema de gestió documental, ja sigui analògic, digital o mixt, ja que OAIS no és una aplicació sinó un model de referència. És un marc conceptual per un sistema complet d’arxius que descriu l’arquitectura dels repositoris, però no especifica com haurien de ser implementats per les organitzacions, d’aquí la seva gran flexibilitat. Per això ha estat utilitzat per diverses institucions per al disseny de repositoris de diferents tipus: Cedars Project, Harvard University’s Digital, Library of Congress, Digital Library Federation, etc.
El model estableix la terminologia i els conceptes rellevants pels arxius digitals, identifica els principals components i processos a la vegada que proposa un esquema d’informació pels objectes digitals i les metadades associades. No fa referència a la implementació ni a estratègies específiques de preservació i, per tant, manté una posició neutral quant a tipologia d’objectes digitals o aspectes tecnològics, i és aplicable a una àmplia varietat d’institucions que treballen amb objectes digitals.
El model OAIS incorpora la vigilància tecnològica, la conservació digital i tots aquells processos que requereixen que els documents digitals existents en un centre de dades no puguin ser sotmesos a alternacions, modificacions o pèrdues. És un model de conservació d’objectes digitals que estableix una sèrie de fluxos de dades que determinen les obligacions d’un sistema de conservació a llarg termini per arxivar i gestionar els objectes digitals. El model, fins ara, s’ha considerat com un model vàlid de preservació digital, com queda palès la seva extensa aplicació en la indústria aeroespacial i en les biblioteques digitals. Finalment estableix una sèrie de requisits mínims que un arxiu ha de complir REBIUM.
- Ofereix un marc de treball per entendre i prendre consciència dels conceptes necessaris per a la preservació i l’accés a la informació digital a llarg termini (Long Term);
- Ofereix els conceptes que necessiten les organitzacions que no arxiven per a participar en el procés de preservació;
- Ofereix un marc de treball que inclou terminologia i conceptes, per descriure i comparar arquitectures i operacions d’arxius existents i futurs;
- Ofereix un marc de treball per descriure i comparar diferents estratègies i tècniques en la preservació a llarg termini;
- Ofereix les bases per a comparar els models de dades de la informació digital preservada per als arxius i per veure com els models de dades i la informació subjacent podria canviar al llarg del temps;
- Ofereix fonaments que podrien ser desenvolupats per altres esforços per cobrir la preservació a llarg termini de la informació que no està en format digital;
- Desenvolupa consens sobre elements i els processos per a la preservació de la informació digital a llarg termini i l’accés, i promou un ampli mercat que els venedors poder suportar.

### Actors que intervenen
En un model OAIS participen els següents actors: Productor (Producer), Gestor (Management) i Consumidor (Consumer), i en el centre de tots ells es troba l’arxiu OAIS.
- El Productor són les persones o sistemes que proporcionen la informació que s’ha de conservar a llarg termini. Són les persones que realitzen la ingesta de paquets d’informació (Information Packages) a l’arxiu OAIS.
- El Gestor s’identifica amb les funcions pròpies de l’alta gestió com són les polítiques de conservació, ingesta i accés dins d’un arxiu OAIS.
- El consumidor són les persones o sistemes que interacciones amb OAIS per obtenir-ne la informació considerada d’interès. Un tipus especial de consumidor és la comunitat determinada per la que es conserva la informació, i que hauria de ser capaç de comprendre-la.

Aquests tres actors: productor, consumidor i gestor, no tenen per què ser individus. Poden ser una institució, un ordinador o un individu.

### El model d'informació
El model OAIS es basa en la definició del model d’informació per poder custodiar-la posteriorment, amb una sèrie d’elements funcionals que permeten conservar un arxiu digitalment, sense considerar una tecnologia concreta per la seva aplicació.
D’acord amb la definició del model OAIS, hi ha dos conceptes importants que hem de tenir en compte. Aquests són el Model d’Informació (Information Model) i la Comunitat Designada (Designated Community).
Perquè un arxiu OAIS pugui conservar informació a llarg termini, aquesta ha d’estar definida i representada d’una manera clara. És a dir, la informació ha de tenir una transparència tècnica a tots els nivells, perquè sempre es puguin prendre les mesures adequades enfront de barreres tecnològiques o inaccessibilitat a les dades.
Un arxiu OAIS representa tot el conjunt d’informació mitjançant dos elements, l’objecte de les Dades (Data Object) i la seva Representació de la Informació (Representation Information).
L’Objecte de les Dades és la informació a conservar a llarg termini, és a dir, el contingut. La Representació de la Informació és la forma en com s'accedirà a aquest objecte amb informació, el continent. Ambdós representen la Base del Coneixement (Knowledge Base).
Una Base de Coneixement en un arxiu OAIS permet que la informació que es vagi a conservar a llarg termini es pugui entendre i processar. La Base de Coneixement permet a l’arxiu OAIS entendre la informació que es conserva a llarg termini.

### La Comunitat Designada
El mateix model OAIS es defineix com: un arxiu consistent en una organització de gent i sistemes que han acceptat la responsabilitat de preservar la informació i posar-la a disposició d’una Comunitat Designada.
Una de les principals característiques del model OAIS és la definició del seu públic objectiu (o comunitat designada), és a dir, a qui va adreçat l’arxiu que conserva els materials digitals a llarg termini. Aquesta és una comunitat generadora i receptora d’informació. El terme Comunitat Designada es pot definir com aquell conjunt d’entitats personals o corporatives que seran capaces d’entendre el contingut de la informació preservada digitalment a llarg termini.
Així doncs, una de les obligacions que tindrà un arxiu OAIS específic serà la definició de la Comunitat Designada, que podrà interaccionar amb l’arxiu OAIS i entendre la informació que s’està preservant a llarg termini. Això vol dir que no només ha de poder rebre la informació conservada sinó que han de tenir la capacitat d’entendre aquesta informació quan en siguin els receptors. La capacitat d’entendre s’estén tant a les habilitats sintàctiques, gramaticals i visuals, com a la competència digital per a poder accedir-hi. En qualsevol cas, la Comunitat Designada, hauria d’entendre la informació conservada sense necessitat de suport tècnic.
Aquest fet aporta, com a valor afegit, que existeixi una uniformitat de criteris en el tractament dels objectes digitals que s’espera que siguin homogenis enfront a la unitat d’informació que els tracta, malgrat que els objectes digitals a conservar puguin ser heterogenis entre si.

## Components i funcionalitat de l'OAIS
Una vegada determinada la comunitat designada, s’ha definit el model d’informació, caldrà aprofundir en el funcionament intern del model, és a dir, les seves entitats funcionals. El mateix model ens dona una sèrie de “pistes implícites” que apunten cap a una arquitectura que inclou sis àrees funcionals, de les quals quatres són activitats a què se sotmet el material dipositat i les dues àrees restants tenen a veure amb el funcionament del dipòsit:
- la seva incorporació (ingest) al dipòsit,
- el seu emmagatzemament a llarg termini (archival storage),
- el seu accés/difusió (access/dissemination).
- planificació per a la preservació (preservation planning) i
- gestió del dipòsit (archive administration).

Aquestes entitats són les que permeten preservar la informació d’acord amb el model d’informació definit. Aquest model d’informació ens diu com s’ha de gestionar la informació i com es transporta des de l'entitat funcional d’incorporació al dipòsit fins a l'entitat funcional d’accés/difusió corresponent.
El recurs que es pretén preservar s’anomena “paquet d’informació” (information package-IP)que inclou tant l’objecte digital com les metadades (imprescindibles) que hi estan associades. A la IP se li assignen qualificatius per a referir-se a les diferents manifestacions del recurs, segons l’àrea funcional en la qual es trobi en un moment determinat:
- Submission information package (SIP): l’objecte, juntament amb les metadades associades, tal com arriba al dipòsit.
- Archival information package (AIP): el recurs dipositat com a SIP, amb les modificacions necessàries, s’encapsula dins de l’AIP i s’emmagatzema en forma de cadena de byte (bytestream) per a la seva gestió i preservació. Les metadades són imprescindibles perquè la cadena de bytes pugui convertir-se, en qualsevol punt del futur, en un recurs digital comprensible i utilitzable.
- Dissemination information package (DIP): el recurs tal es lliura a l’usuari, que tindrà una versió de l’objecte original possiblement canviat pels processos de gestió, migració, etc. El DIP conté, a més de l’objecte en si mateix, les metadades i qualsevol altra informació o aplicació necessària perquè l’usuari sàpiga utilitzar-lo.

### Les metadades
OAIS per assegurar que un sistema de gestió documental i arxiu segueix els seus objectius sobre conservació, ha desenvolupat un ampli conjunt d’especificacions de metadades en el seu model funcional.
L’OAIS reconeix dos tipus de metadades necessàries per a la preservació del recurs custodiat:
- Representation information(RI): aquesta informació de representació conté dades tècniques necessàries per a convertir l’objecte digital a altres formats segons la necessitat, per a permetre que sigui recuperable en el futur;
- Preservation description information (PDI): aquesta informació conté dades descriptives –com les típicament incloses en una descripció bibliogràfica- que permeten la identificació i recuperació de l’objecte en el futur, també se n’hi incorporen d'altres que cobreixen aspectes com els drets d’autor, restriccions de l’accés, etc. Les dades incloses en la PDI s’agrupen en les categories següents, resumides de manera molt general:

- referència (reference): informació que identifica com objecte únic el recurs custodiat;
- procedència (provenance): informació sobre la història del recurs;
- fixesa (fixity): per a comprovar l’autentiticat i integritat del recurs;
- context (context): informació que descriu la relació del recurs amb d'altres;
- accés (Access Rights): identifica les restriccions d’accés a la informació, inclòs el marc legal, les condicions de concessió de llicències, l’accés controlat, etc.

### L'informe Trusted Digital Repositories
La funció principal per la que es reconeix un repositori digital d’arxiu és, “la de proporcionar un accés fiable a llarg termini dels recursos digitals d’una determinada comunitat, en el moment actual i en el futur”, o sigui la d'establir un dipòsit digital fiable.
En altres paraules, seguint el model OAIS, el repositori ha d’assegurar que la informació es conservi independentment de la comunitat designada, tant de temps com sigui necessari.
l’informe Trusted Digital Repositories identifica algunes de les operacions habituals relacionades amb les àrees funcionals de l'esquema OAIS: Incorporació, emmagatzematge, gestió, planificació per a la preservació i gestió del dipòsit i accés/difusió.
- Incorporació, l'entitat rep la informació dels productors, la prepara per emmagatzemar-la i gestionar-la en el repositori.
- Emmagatzemament. Es passen els recursos de l’àrea d’incorporació a la d’emmagatzemament permanent.
- Gestió de les dades. Defineix l’ús del repositori, el manteniment dels paquets d’informació d’arxiu, responsable d’assegurar que el contingut que ha arxivat s’ha fet de forma adequada per garantir el seu manteniment a llarg termini, i controlar-ne l’accés
- Planificació per a la preservació. Fer un seguiment de la comunitat designada d’usuaris, les novetats tecnològiques i les propietats essencials dels recursos custodiats i, desenvolupar estratègies i pautes per
- Gestió del dipòsit. Gestiona les operacions diàries de l’arxiu
- Accés/difusió. Ajuda als usuaris a identificar i obtenir la informació i permet la seva consulta.

Per aconseguir acomplir aquestes funcionalitats, el model defineix tres etapes diferenciades: l’adquisició, la conservació i l’accés.
- L’adquisició es pot produir de dues maneres, per entrada directa o després d’un procés de valoració, pel qual el paquet d’informació pot ser rebut en el seu format original o com objecte digital. La seva denominació és de Submission Information Package (SIP). Una vegada en el sistema l’objecte digital es transformarà en un objecte digital preservable, l’Archival Information Package (AIP), junt amb les seves metadades associades. El nou objecte digital es configura a la vegada en quatre paquets d’informació sobre el contingut (Content Information), el document original (Content Data Object), la informació de representació (Representation Information) y la informació relativa a la conservació (Preservation Description Information). D’aquesta manera l’objecte digital aglutina la informació que necessita per a ser conservat a llarg termini, a efectes d’identificar-lo de forma completa: el seu contingut, el context en què s’ha creat i l'estructura que l’ha produït i el format en què ha estat creat i/o migrat. Tota aquesta informació és transmesa a través de les metadades associades.

- La conservació es pot aconseguir gràcies al repositori d’arxiu i a la migració feta en l'etapa anterior. Una vegada dipositats en el repositori de manera periòdica cal executar accions de detecció d’errors i de garantia d’elegibilitat. Es tracta d’aconseguir que el sistema d’arxiu a llarg termini no quedi obsolet tecnològicament, i que conservi els objectes digitals estables, igual que els mecanismes que permeten el seu ús.

- L’accés i la possibilitat d’usar els objectes digitals guardats en el repositori a llarg termini és l’objecte final. La consulta d’aquests objectes digitals es produeix en tres etapes:

- la consulta de l’inventari dels objectes digitals construït a través de les metadades,
- la consulta de l’objecte digital a través de la seva representació a un format intel·ligible per a l’usuari. Per tal de mantenir la integritat, es realitza una conversió de l’objecte amb una còpia de consulta amb referència a les metadades que permeten garantir la seva autenticitat. És el que en el model OAIS es denomina Dissemination Information Package (DIP);
- l’objecte digital transformat per a la consulta es transfereix a una àrea accessible per a l’usuari.

```

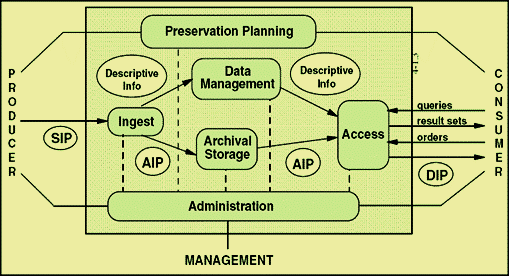
Entitats Funcionals OAIS

SIP = Paquet informatiu de presentació

AIP = paquet informatiu d'arxiu

DIP = paquet informatiu de divulgació
```

## Identificació automàtica dels elements tècnics
Els documents entren a l’arxiu a través del mòdul d’ingesta, que compren tots els procediments de control d’entrada de fitxers que s’incorporen al sistema i que, entre altres coses, ha de verificar la seva procedència, integritat, autenticitat, característiques tècniques i que estigui lliure de virus. En aquest estudi és imprescindible identificar de manera segura quin és el format dels fitxers mitjançant indagacions que permetin conèixer les característiques del format.
En el cas del dipòsit directe per part d’una persona o una entitat, se suposa que l'encarregat de dipositar el recurs subministrarà aquesta informació. Però poden sorgir obstacles: de vegades el mateix autor desconeix els detalls tècnics o hi apareixen dades errònies. Per exemple, el projecte AIHT, que analitza la problemàtica amb la incorporació, exportació i transferència de recursos digitals entre diferents institucions, ha descobert casos d’extensions errònies dels fitxers importats: per exemple, s’han detectat fitxers amb l'extensió. jpg que en realitat contenien imatges en format GIF.
En el cas de la incorporació massiva de recursos mitjançant un procés de recol·lecció o harvesting (com en el cas dels arxius de captació de material web), no hi ha persones o entitats dipositàries que puguin facilitar aquesta informació i, algunes indicacions formals poden ser equívoques.
La informació sobre el format s’incorpora en les metadades anomenades informació de representació (RI). Aquestes dades són imprescindibles per a les operacions de preservació, ja que a més d’identificar els aspectes tècnics del recurs necessaris per a assegurar-ne la futura usabilitat, també poden condicionar la selecció d’estratègies de preservació i, fins i tot, la decisió sobre si podrà assumir-se, o no, la responsabilitat de la seva custòdia.
Aquesta informació de representació, necessària per a interpretar correctament el format d’un recurs digital, conté dos nivells. Un exemple de les dades de dos nivells corresponent a un fitxer TIFF és l'ofert per Stephen Abrams de la Universitat Harvard i coordinador del projecte JHOVE.
- Informació genèrica sobre el format en si mateix i
- Informació més específica sobre l’aplicació del format en el recurs dipositat.

Les dades del primer nivell són sempre iguals per a tots els centres i per això és important l'existència del Global Digital Format Registry (GDFR), la finalitat del qual és recopilar i subministrar informació completa i fiable sobre tots els formats representats en els dipòsits digitals fiables.
El segon nivell d’informació és específic per al recurs d’informació i és generat pel mateix dipòsit, basant-se en les dades disponibles quan el recurs es diposita. Aquestes poden ser incompletes o equivocades, la qual cosa generaria metadades invàlides, tret que es revisessin individualment -un procés laboriós i costós.
El projecte JHOVE creat per la Harvard University, va proposar la creació d’un sistema que automatitzés els processos relacionats amb la comprovació del format en el qual hi ha codificats els recursos en el moment de la seva incorporació a un dipòsit digital fiable. D’aquesta manera se simplifica el procés d’integració. Altres programes utilitzats per la gestió dels formats dels fitxers són: DROID i XENA.
La majoria de les eines professionals de detecció de formats es basen en la informació proporcionada pels registres actualment existents. Aquests programes faciliten les diverses funcions relacionades amb la ingesta seguint el protocol OAIS, relatives a la identificació, la validació i la descripció de les característiques del format present en el recurs dipositat.
- Identificar el format del recurs, versió o subversió.
- Validar que el contingut realment segueixi l'especificació del format declarat.
- Caracteritzar els elements propis del format que es manifesten en el recurs dipositat.

## Iniciatives de preservació digital basades en el model OAIS
OAIS és un model de referència més que un pla d’implementació: és un marc conceptual per a un sistema complet d’arxius que descriuen l’arquitectura dels repositoris, però no especifica com haurien de ser implantats per les organitzacions, el que el fa un sistema amb una gran flexibilitat. Per això ha estat utilitzat per diverses institucions per al disseny de repositoris de diferents tipus:
- i-Arxiu és una plataforma desenvolupada per l'Agència Catalana de Certificació de Catalunya. Es planteja com un servei d’arxiu electrònic per a les administracions públiques catalanes que necessiten conservar els seus documents a llarg termini. Es basa en el model OAIS.

- El projecte Cedars (CURL Exemplars in Digital Archives - Models CURL en els Arxius Digitals) té com objecte produir marcs estratègics per a les polítiques de gestió de col·leccions digitals, i promoure mètodes adequats per a la preservació a llarg termini de diferents classes de recursos digitals, incloïen la creació de les metadades apropiades.

- El projecte JHOVE (JSTOR/Harvard Object Validation Environment) té com objecte identificar el format d'un recurs seleccionat per ser preservat. Bàsicament les seves funcions són: la identificació del format d’un fitxer, la validació del format i el seu nivell de compliment, la caracterització de l’objecte digital

- El projecte DursiGED descriu el procés d’implantació de gestió de la documentació administrativa al Departament d’Universitats, Recerca i Societat de la Informació de la Generalitat de Catalunya (actualment Departament d’Economia i Coneixement). En la definició dels procediments, que descriu la seqüència d’activitats, els actors i els documents necessaris per al funcionament del sistema d’acord amb el model funcional s’han definit d’acord amb la norma ISO 14721:2003, que correspon a l’Open Archival Information System Reference Model (OAIS).[22]

- El projecte Digital Imaging of South Africa (DISA), col·laboració nacional de les principals institucions d’investigació de la República de Sud-àfrica, que funciona com dipòsit digital de confiança s’ha basat en el model OAIS, en un marc d’acords oficials entre els participants.

- CASPAR (Cultural, Artistic and Scientific Knowledge for Preservation, Access and Retrieval). CASPAR és un projecte d’investigació finançat per la Unió Europea amb l’objectiu d’estudiar, implementar i difondre solucions de preservació digital basades en el model de referència OAIS.